# 光石蛏
，是贻贝目壳菜蛤科石蜊属的一种。主要分布于南海，包括中国大陆、台湾、马来西亚、新加坡，常栖息于潮间带至二十米深的岩礁，亦有穴居于石灰石、贝壳及珊瑚礁中。